# Òxid de porta

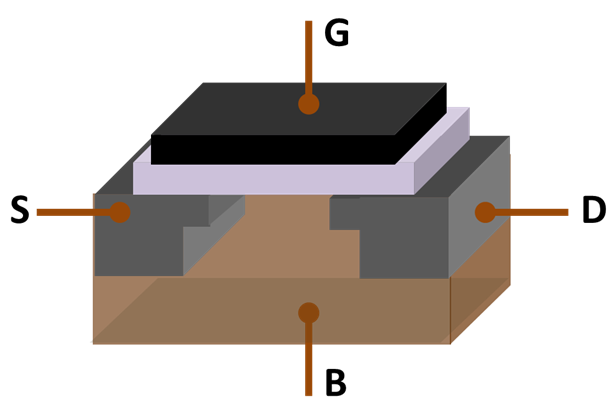
MOSFET mostrant els seus terminals; porta (gate,G), cos (body,B), font (source,S) i drenador (drain,D) terminals. La porta està separada del cos per una capa d'aïllant elèctric (blanc).

L'òxid de porta és la capa dielèctrica que separa el terminal de la porta d'un MOSFET (transistor d'efecte de camp d'òxid metàl·lic i semiconductor) dels terminals de font i drenatge subjacents, així com del canal conductor que connecta la font i el drenatge quan el transistor està encès. L'òxid de la porta es forma per oxidació tèrmica del silici del canal per formar una capa aïllant prima (5-200 nm) de diòxid de silici. La capa aïllant de diòxid de silici es forma mitjançant un procés d'oxidació autolimitant, que es descriu pel model Deal-Grove. Posteriorment es diposita un material de porta conductora sobre l'òxid de porta per formar el transistor. L'òxid de la porta serveix com a capa dielèctrica perquè la porta pugui mantenir un camp elèctric transversal d'1 a 5 MV/cm per tal de modular fortament la conductància del canal.
Per sobre de l'òxid de la porta hi ha una fina capa d'elèctrode feta d'un conductor que pot ser alumini, un silici altament dopat, un metall refractari com el tungstè, un siliciur (TiSi, MoSi₂, TaSi o WSi₂) o un sandvitx d'aquestes capes. Aquest elèctrode de porta sovint s'anomena "porta metàl·lica" o "conductor de porta". L'amplada geomètrica de l'elèctrode conductor de la porta (la direcció transversal al flux de corrent) s'anomena amplada física de la porta. L'amplada de la porta física pot ser lleugerament diferent de l'amplada del canal elèctric que s'utilitza per modelar el transistor, ja que els camps elèctrics marginats poden influir en els conductors que no es troben immediatament a sota de la porta.
Les propietats elèctriques de l'òxid de la porta són crítiques per a la formació de la regió del canal conductor per sota de la porta. En els dispositius de tipus NMOS, la zona sota l'òxid de la porta és una capa d'inversió fina de tipus n a la superfície del substrat semiconductor de tipus p. És induït pel camp elèctric d'òxid de la tensió de porta aplicada VG. Això es coneix com el canal d'inversió. És el canal de conducció que permet que els electrons flueixin de la font al drenatge.
El sobreesforç de la capa d'òxid de la porta, un mode de fallada comú dels dispositius MOS, pot provocar una ruptura de la porta o un corrent de fuita induït per tensió. Durant la fabricació mitjançant gravat d'ions reactius, l'òxid de la porta es pot danyar per efecte de l'antena.
El primer MOSFET (transistor d'efecte de camp d'òxid metàl·lic i semiconductor, o transistor MOS) va ser inventat per l'enginyer egipci Mohamed Atalla i l'enginyer coreà Dawon Kahng als laboratoris Bell el 1959. El 1960, Atalla i Kahng van fabricar el primer MOSFET amb un gruix d'òxid de porta de 100 nm, juntament amb una longitud de porta de 20 µm. El 1987, Bijan Davari va dirigir un equip d'investigació d'IBM que va demostrar el primer MOSFET amb un gruix d'òxid de porta de 10 nm, utilitzant la tecnologia de porta de tungstè.